# Atlantis (Fler-Album)
Atlantis ist das 16. Soloalbum des Berliner Rappers Fler. Es erschien am 20. März 2020 zum Streaming und Download über sein eigenes Label Maskulin. Eine Woche später wurde es auch physisch als Standard-Edition sowie Limited-Deluxe-Box veröffentlicht. Das Album wird von Universal Music vertrieben.

## Produktion
Das gesamte Album wurde von Flers Musikproduzent Simes Branxons produziert.

## Covergestaltung
Das Albumcover wurde (wie der Titel und das Erscheinungsdatum) im Vorfeld mehrmals geändert. Das finale Cover zeigt Fler, der eine Regenjacke trägt und den Betrachter mit ernstem Blick ansieht. Im Hintergrund sieht man ein Auto der Marke Mercedes, das in einer Waschanlage gewaschen wird. Auf Schriftzüge wurde verzichtet.

## Gastbeiträge
Auf fünf Liedern des Albums treten neben Fler weitere Rapper in Erscheinung. So ist Sido auf der Single Lost zu hören, während Farid Bang am Song Bentley Abi beteiligt ist. Summer Cem hat einen Gastauftritt beim Track Ketamin, und Gringo arbeitet auf Dopeboys mit Fler zusammen. Zudem ist das Stück Dreamer eine Kollaboration mit Sierra Kidd.

## Titelliste
| #  | Titel             | Gastmusiker | Produzent      | Länge |
| -- | ----------------- | ----------- | -------------- | ----- |
| 1  | Kein Empfang      |             | Simes Branxons | 2:57  |
| 2  | Grind             |             | Simes Branxons | 2:51  |
| 3  | Mood              |             | Simes Branxons | 2:49  |
| 4  | Ketamin           | Summer Cem  | Simes Branxons | 2:53  |
| 5  | Dopeboys          | Gringo      | Simes Branxons | 2:51  |
| 6  | Null Emotion      |             | Simes Branxons | 3:02  |
| 7  | Dreamer           | Sierra Kidd | Simes Branxons | 2:58  |
| 8  | Slide             |             | Simes Branxons | 2:51  |
| 9  | Lost              | Sido        | Simes Branxons | 2:57  |
| 10 | Bentley Abi       | Farid Bang  | Simes Branxons | 2:54  |
| 11 | Shirinbae         |             | Simes Branxons | 2:43  |
| 12 | Undercover        |             | Simes Branxons | 2:34  |
| 13 | Victoria’s Secret |             | Simes Branxons | 2:05  |
| 14 | Noname            |             | Simes Branxons | 3:47  |
| 15 | Zu Playa          |             | Simes Branxons | 2:28  |
| 16 | Fame              |             | Simes Branxons | 3:24  |

Die Limited-Deluxe-Box enthält zusätzlich alle Instrumentals.

## Chartplatzierungen und Singles
Atlantis stieg am 27. März 2020 nur aufgrund von Streaming und Downloads auf Platz 7 in die deutschen Charts ein. Nach physischer Veröffentlichung in der Folgewoche erreichte das Album Platz eins der deutschen Albumcharts. Insgesamt konnte es sich fünf Wochen in den Top 100 halten.
Am 19. August 2019 wurde der Song Shirinbae als erste Single zum Download ausgekoppelt und erreichte Platz 45 der deutschen Charts. Die zweite Auskopplung Fame folgte am 24. Oktober und stieg auf Rang 66 der Charts ein. Am 22. November 2019 erschien die dritte Single Noname, ein Disstrack gegen Flers ehemaligen Weggefährten Bushido, und belegte Position 80 der deutschen Charts. Der Song Grind wurde am 14. Februar 2020 veröffentlicht und erreichte Platz 39, bevor am 13. März 2020 die fünfte Single Lost ausgekoppelt wurde, die wiederum Rang 36 belegte. Zu den Liedern Fame und Grind erschienen auch Musikvideos.

## Rezeption
| Professionelle Bewertungen | Professionelle Bewertungen |
| -------------------------- | -------------------------- |
| Kritiken                   |                            |
| Quelle                     | Bewertung                  |
| laut.de                    | [ 4 ]                      |

Florian Düker von laut.de bewertete Atlantis mit zwei von möglichen fünf Punkten. Er bezeichnet es als „mäßig unterhaltsames Album,“ das „nur Fler-Fans, die US-Rap ignorieren, vom Hocker reißen“ werde. So kopiere der Rapper vor allem die US-amerikanischen Künstler Gunna und Future. Zudem könnten „die 16 Tracks genauso gut auch auf Shuffle abgespielt werden, ohne dass es dem Hörer auffallen würde.“ Die Produktion von Simes Branxons wirke aber „insgesamt stimmig.“ Positiv erwähnt werden die Songs Ketamin und Dopeboys.